# 2023 no cinema
Este artigo é uma visão geral dos eventos ocorridos, incluindo cerimônias de premiação e festivais, em 2023 no cinema.

## Maiores bilheterias de 2023
| Pos. | Título                              | Distribuidora | Bilheteria (em USD) | País           |
| ---- | ----------------------------------- | ------------- | ------------------- | -------------- |
| 1    | Barbie                              | Warner Bros.  | US$ 1,446,938,421   | Estados Unidos |
| 2    | The Super Mario Bros. Movie         | Universal     | US$ 1,362,566,989   | Estados Unidos |
| 3    | Oppenheimer                         | Universal     | US$ 976,968,205     | Estados Unidos |
| 4    | Guardians of the Galaxy Vol. 3      | Disney        | US$ 845,555,777     | Estados Unidos |
| 5    | Fast X                              | Universal     | US$ 714,567,285     | Estados Unidos |
| 6    | Spider-Man: Across the Spider-Verse | Sony Pictures | US$ 690,824,738     | Estados Unidos |
| 7    | Full River Red                      | Edko Films    | US$ 634,811,312     | China          |
| 8    | Wonka                               | Warner Bros.  | US$ 634,402,312     | Estados Unidos |
| 9    | The Wandering Earth 2               | CFGC          | US$ 604,711,615     | China          |
| 10   | The Little Mermaid                  | Disney        | US$ 570,619,838     | Estados Unidos |

## Eventos
- 2 de maio-27 de setembro — o Sindicato de Roteiristas dos Estados Unidos (WGA) começou uma greve geral contra os estúdios de cinema e televisão, sendo a primeira paralisação da categoria desde 2007 e a maior paralisação de produção da indústria do entretenimento americana desde 2020, depois que o sindicato e a Aliança de Produtores de Cinema e Televisão não conseguiram chegar a um acordo sobre um novo contrato até o prazo de renovação do WGA, 1º de maio.[4][5][6] Outros sindicatos de roteiristas, como do Reino Unido, da Austrália e do Canadá, anunciaram o seu apoio à greve e instruíram os seus membros a absterem-se de trabalhar em projetos americanos durante a greve.[7][8] O WGA declarou posteriormente o fim da greve em 27 de setembro, três dias depois que o sindicato de roteiristas e o AMPTP (associação de produtores) chegaram a um acordo provisório.[9]
- 14 de julho-9 de novembro — o SAG-AFTRA (o sindicato dos atores) começou uma greve contra os estúdios de cinema e televisão, depois que o sindicato e a Aliança de Produtores de Cinema e Televisão não conseguiram chegar a um acordo sobre um novo contrato depois que seu acordo anterior expirou em 30 de junho. Isso marcou a primeira vez que atores iniciaram uma disputa trabalhista desde a greve de 1980. Com a greve simultânea do sindicato dos roteiristas, esta é também a primeira vez que atores e escritores abandonam simultaneamente desde 1960.[10][11][12][13] Projetos cinematográficos produzidos por esses estúdios americanos, mas realizados fora dos Estados Unidos, também poderão ser afetados pela greve.[14][15] Contudo, atores representados por outros sindicatos, como a Equity do Reino Unido, em vez disso, poderiam ser obrigado a continuar trabalhando em projetos.[16] Em 8 de novembro, a imprensa reportou que ambos os lados chegaram a um acordo para encerrar a greve. Este acordo provisório foi confirmado mais tarde naquele dia pela SAG-AFTRA, que declarou que a greve seria suspensa e todos os piquetes encerrados. O acordo precisou ser revisado pelo Conselho Nacional do sindicato dos atores e foi ratificado pelo voto dos membros elegíveis.[17]

### Cerimônias de premiação
| Data            | Evento                                          | Host                                                         | Local                                     | Ref.          |
| --------------- | ----------------------------------------------- | ------------------------------------------------------------ | ----------------------------------------- | ------------- |
| 8 de Janeiro    | National Board of Review Awards 2022            | National Board of Review                                     | Nova Iorque, Nova York, Estados Unidos    | [ 18 ]        |
| 10 de Janeiro   | 80ª Golden Globe Awards                         | Hollywood Foreign Press Association                          | Beverly Hills, California, Estados Unidos | [ 19 ] [ 20 ] |
| 15 de Janeiro   | 28ª Critics' Choice Awards                      | Broadcast Film Critcs Association                            | Los Angeles, California, Estados Unidos   | [ 21 ]        |
| 11 de Fevereiro | 27ª Satellite Awards                            | International Press Academy                                  | Los Angeles, California, Estados Unidos   | [ 22 ]        |
| 18 de Fevereiro | 75ª Directors Guild of America Awards           | Directors Guild of America                                   | Beverly Hills, California, Estados Unidos | [ 23 ]        |
| 19 de Fevereiro | 76ª British Academy Film Awards                 | British Academy of Film and Television Arts                  | Londres, Inglaterra, Reino Unido          | [ 24 ]        |
| 25 de Fevereiro | 50ª Annie Awards                                | ASIFA-Hollywood                                              | Los Angeles, California, Estados Unidos   | [ 25 ]        |
| 25 de Fevereiro | 34ª Producers Guild of America Awards           | Producers Guild of America                                   | Beverly Hills, California, Estados Unidos | [ 26 ]        |
| 26 de Fevereiro | 29ª Screen Actors Guild Awards                  | SAG-AFTRA                                                    | Los Angeles, California, Estados Unidos   | [ 27 ]        |
| 5 de Março      | 75ª Writers Guild of America Awards             | Writers Guild of America, East Writers Guild of America West |                                           | [ 28 ]        |
| 5 de Março      | 37ª American Society of Cinematographers Awards | American Society of Cinematographers                         | Beverly Hills, California, Estados Unidos | [ 29 ]        |
| 12 de Março     | 95th Academy Awards                             | Academy of Motion Picture Arts and Sciences                  | Los Angeles, California, Estados Unidos   | [ 30 ]        |
| 12 de Março     | 16ª Asian Film Awards                           | The Asian Film Awards Academy                                | West Kowloon, Hong Kong                   | [ 31 ]        |

### Festivais de Cinema
Lista de festivais de cinema de 2023:
| Data                           | Evento                                         | Anfitrião                               | Locais                          | Ref.   |
| ------------------------------ | ---------------------------------------------- | --------------------------------------- | ------------------------------- | ------ |
| 19 – 29 de janeiro             | Sundance Film Festival de 2023                 | Festival Sundance de Cinema             | Park City, Utah, Estados Unidos | [ 32 ] |
| 25 de janeiro – 5 de fevereiro | 52ª International Film Festival Rotterdam      | Festival Internacional de Roterdão      | Rotterdam, Países Baixos        | [ 33 ] |
| 16 – 26 de fevereiro           | 73ª Berlin International Film Festival         | Festival Internacional de Berlim        | Berlim, Alemanha                | [ 34 ] |
| 16 – 27 de maio                | Festival de Cannes 2023                        | Festival de Cannes                      | Cannes, França                  | [ 35 ] |
| 14 – 30 de julho               | 22nd New York Asian Film Festival              | New York Asian Film Foundation Inc.     | Nova Iorque, Estados Unidos     | [ 36 ] |
| 2 – 12 de agosto               | 76th Locarno Film Festival                     | Festival Internacional de Locarno       | Locarno, Suíça                  | [ 37 ] |
| 30 de agosto – 9 de setembro   | 80º Venice International Film Festival         | Festival Internacional de Veneza        | Veneza, Itália                  | [ 38 ] |
| 7 – 17 de setembro             | 2023 Toronto International Film Festival       | Festival Internacional de Toronto       | Toronto, Canadá                 | [ 39 ] |
| 22 – 30 de setembro            | 71st San Sebastián International Film Festival | Festival Internacional de San Sebastián | San Sebastián, Espanha          | [ 40 ] |